# Debye (enhed)
 "Debye" omdirigeres hertil. For månekrateret, se Debye (månekrater).
Debye (symbol: D) er en CGS-enhed (en ikke-SI-enhed) til elektrisk dipolmoment og navngivet i ære for fysikeren Peter J. W. Debye. Det er defineret som 1×10−18 statcoulomb-centimeter.
Typiske dipolmomenter for diatomige molekyler er i størrelsesordenen fra 0 til 11 D. Symmetriske homoatomige stoffer, fx brom, Br2, har nul dipolmoment og meget ioniske molekyler har et højt dipolmoment, fx gasfasen af kaliumbromid, KBr, som har et dipolemoment på 10,5 D.
Debye bruges stadig i atomfysik og kemi, pga. SI-enheden for dipolmoment giver upraktiske store tal, da den mindste SI-enhed for dipolmoment, yoktocoulomb-meter, er ligmed cirka 300.000 D.

## Fodnoter
1. ↑  Elektrisk dipolemoment er defineret som ladning gange forskydning:
p = qr
2. ↑  En statcoulomb kendes også som franklin  eller elektrostatisk enhed for ladning.
| 1 statC | = 1 Fr  |
|         | = 1 esu |
3. ↑  Yokto-, har en værdi på 10−24, og er det mindste SI-præfiks.